# Liste der Kirchen in der Propstei Parchim

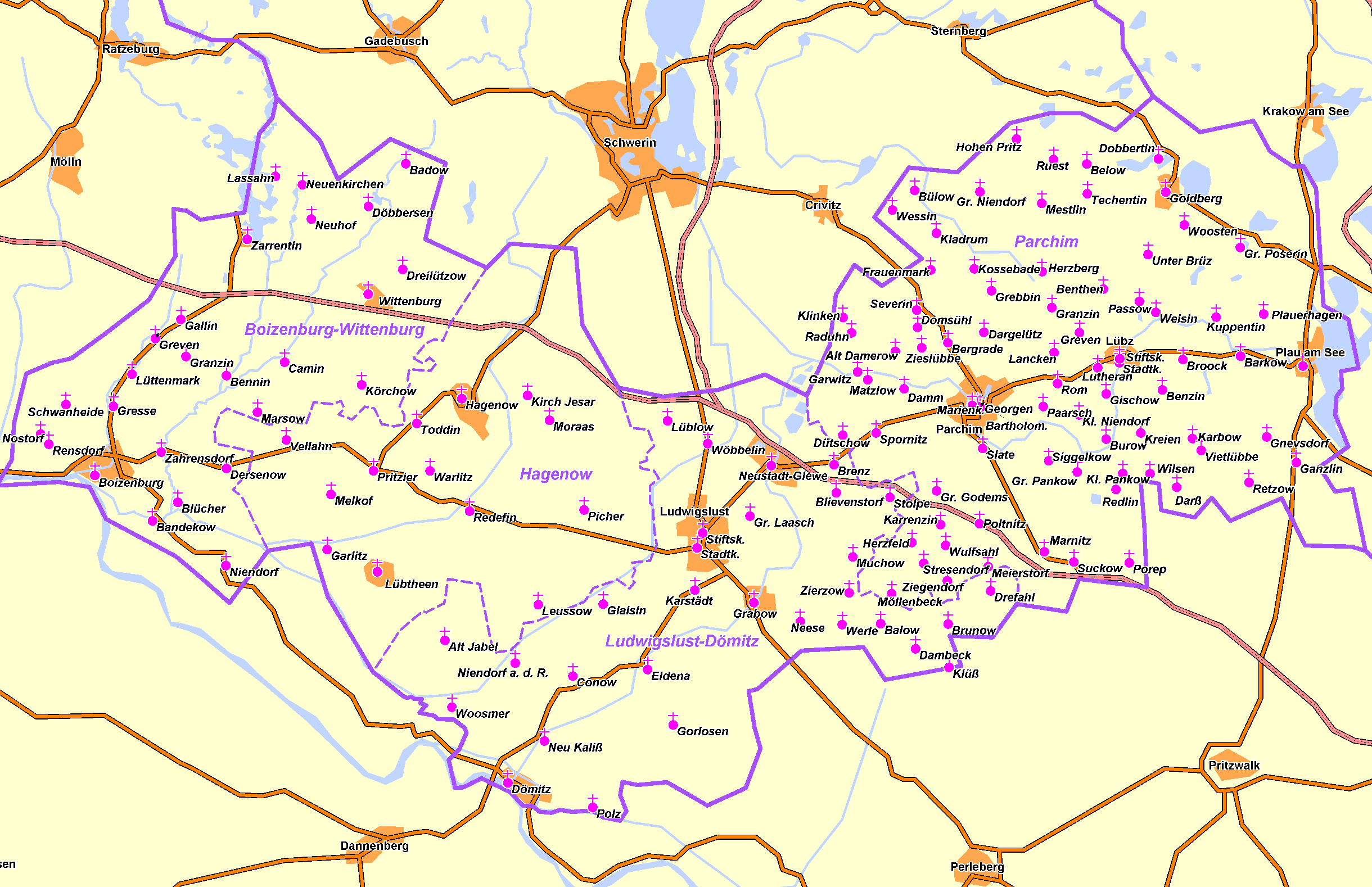
Propstei Parchim

Die Liste ist eine vollständige Auflistung aller Kirchengebäude der Propstei Parchim im Kirchenkreis Mecklenburg der Evangelisch-Lutherischen Kirche in Norddeutschland („Nordkirche“). Bis zur Gründung der Nordkirche zu Pfingsten 2012 war das Territorium der Kirchenkreis Parchim der Evangelisch-Lutherischen Landeskirche Mecklenburgs.
Unter den Bauwerken befinden sich umgewidmete Gebäude, die weiterhin im kirchlichen Rahmen genutzt werden. Eine Auswahl ehemaliger Kirchen, die baulich bedingt nicht mehr nutzbar sind, von denen jedoch Fragmente erhalten blieben, sind unter der eigentlichen Tabelle separat aufgeführt.
Die westlichen und südlichen Grenzen der Propstei Parchim decken sich teilweise nicht mit denen des Landes Mecklenburg-Vorpommern. So befinden sich jeweils eine Kirche auf den Territorien der Länder Brandenburg und Niedersachsen. Folgende Landkreise sind teilweise oder insgesamt Bestandteil des Kirchenkreises und werden in der Liste mit Abkürzungen gekennzeichnet:
- LG Lüneburg (Niedersachsen)
- LUP Ludwigslust-Parchim
- NWM Nordwestmecklenburg
- PR Prignitz (Brandenburg)

## Gebäude in kirchlicher Nutzung
| Ort                     | Kirchengemeinde                        | Region                | Kirche                                           | Land- kreis Koord. | Bauzeit                      | Besonderheiten | Abbildung |
| ----------------------- | -------------------------------------- | --------------------- | ------------------------------------------------ | ------------------ | ---------------------------- | --- | --------- |
| Alt Brenz               | Brenz                                  | Ludwigslust-Dömitz    | Dorfkirche Alt Brenz                             | LUP Koord.         | 19. Jahrh. (1881)            | Backsteinbau, neugotisch von Theodor Krüger, Altarbild 1881 von Carl Suhrland, Orgel von Friedrich Friese III |           |
| Alt Damerow             | Garwitz (Pfarrsitz Klinken)            | Parchim               | Dorfkirche Alt Damerow                           | LUP Koord.         | 17. Jahrh.                   | Fachwerkbau, Dachreiterturm mit Glocke von 1754, Wetterfahne 1791, Gestühl und Kanzel 1891, Altar vermutlich 1891, Sanierung bis 1998 |           |
| Alt Jabel               | Alt Jabel                              | Ludwigslust-Dömitz    | Dorfkirche Alt Jabel                             | LUP Koord.         | 20. Jahrh. (1908)            | Backsteinbau, neogotisch, Orgel von Marcus Runge aus dem Jahr 1908, 1997 restauriert, Bildnisse der Evangelisten aus Vorgängerkirche St. Michaelis, Neuverglasung der Fenster 1946/47 nach Zerstörung, Instandsetzung der Uhr 1998 |           |
| Badow                   | Döbbersen                              | Boizenburg-Wittenburg | Dorfkirche Badow                                 | NWM Koord.         | 19. Jahrh. (1847)            | Backsteinbau, neogotisch, Orgel 1975 von Wolfgang Nußbücker (Plau) |           |
| Balow                   | Brunow und Muchow                      | Ludwigslust-Dömitz    | Dorfkirche Balow                                 | LUP Koord.         | 18. Jahrh. (1774)            | Backsteinbau, Langhaus im Stil der Spätrenaissance, barocker Kanzelaltar 18. Jh., Lehnstuhl (Brautstuhl) von 1705 mit Schnitzereien, freistehender Fachwerkturm, Glocke 1590 |           |
| Bandekow                | Zahrensdorf                            | Boizenburg-Wittenburg | Dorfkirche Bandekow                              | LUP Koord.         | 15. Jahrh. (1400 ca.)        | Backsteinbau, spätgotisch, Altaraufsatz 1655, Relief Kreuztragung 15. Jh. (ehem. Gülze), Kanzel 1633, freistehender Glockenstuhl |           |
| Barkow                  | Barkow (Pfarrsitz Plau am See)         | Parchim               | Dorfkirche Barkow                                | LUP Koord.         | 14./18./21. Jahrh.           | Feldsteinbau, mit Fachwerkturm v. 1786 und modernem Mittelteil 2006 (ersetzte Fachwerkmittelteil nach Dacheinsturz 2004), Kanzel und Taufschale 17. Jh., Altarbild 1853 v. Gaston Lenthe |           |
| Below                   | Techentin (Pfarrsitz Mestlin)          | Parchim               | Dorfkirche Below                                 | LUP Koord.         | 14. Jahrh.                   | Feldsteinbau Ende 13. Jh., Holzturm 1542, zwei Bronzeglocken 1496 und 1556, Wandmalereien 1470/80, neugot. Altaraufsatz 1844 mit spätgot. Schnitzfiguren, Kruzifix 1300, geschnitzter Taufbehälter im Renaissancestil 1697, Gestühl und Empore vor 1890, Orgel von Julius Schwarz, Rostock 1890 |           |
| Bennin                  | Gresse-Granzin                         | Parchim               | Dorfkirche St. Dionysius Bennin                  | LUP Koord.         | 17. Jahrh. (1682)            | Fachwerkbau, Holzturm (1997 restauriert), Altaraufsatz 14. Jh. mit spätgot. Schnitzfiguren, Kruzifix 14. Jh., Dachneueindeckung 1987/88, Innenrenovierung 1991 |           |
| Benthen                 | Benthen                                | Parchim               | Dorfkirche Benthen                               | LUP Koord.         | 13. Jahrh. (1267)            | Feldsteinbau, spätromanisch mit Backstein-Apsis, rundbogiger Triumphbogen, Teile des Gestühls 1585, Renovierung des Langhauses bis 1979 nach Dacheinsturz 1974, Turm aus Back-/Feldstein 15. Jh., Glocke 1593, Orgel von Wolfgang Nußbücker 1990 ersetzte irreparable Friese-Orgel |           |
| Benzin                  | Lübz                                   | Parchim               | Dorfkirche Benzin                                | LUP Koord.         | 16. Jahrh.                   | Fachwerkbau, freistehender Turm (1592), Schnitzaltar 16. Jh., Glocke 1854 |           |
| Bergrade                | Frauenmark (Pfarrsitz Klinken)         | Parchim               | Dorfkirche Bergrade                              | LUP Koord.         | 19. Jahrh. (1868)            | Backsteinbau, neogotisch, „Mohrenaltar“ um 1530, Glocke 1704 von M. Ernst Siebenbaum |           |
| Blievenstorf            | Brenz                                  | Ludwigslust-Dömitz    | Dorfkirche Blievenstorf                          | LUP Koord.         | 19. Jahrh. (1892)            | Backsteinbau, neogotisch v. Möckel, dreiflügeliges Altarbild 1892 v. Bertha Albin, Kanzel mit Schnitzereien, Orgel von Börger 1892 |           |
| Blücher                 | Blücher                                | Boizenburg-Wittenburg | Dorfkirche Blücher                               | LUP Koord.         | 19. Jahrh. (1877)            | Backsteinbau, neugotisch, 48 m hoher Turm 1901, Opferstock von 1635, barocker Kruzifix, Tauffünte 1666, 2 Glocken, Orgel von Friese III, Feldsteinfriedhofsmauer hat Deich-Funktion |           |
| Boizenburg              | Boizenburg                             | Boizenburg-Wittenburg | Marienkirche Boizenburg                          | LUP Koord.         | 13./18. Jahrh.               | Backsteinbau, Mitte 13. Jh., im 30jähr. Krieg zerstört, Neubau 1709/17, dreischiffig, 19. Jh. verändert, neugotische Innenausstattung, Orgel 1892 von Friese III, 1 Glocke 1710, 2 von 1960 |           |
| Boizenburg-Bahnhof      | Boizenburg                             | Boizenburg-Wittenburg | Kapelle Boizenburg-Bahnhof                       | LUP Koord.         | 20. Jahrh.                   | Fertigteilbau |           |
| Broock                  | Barkow (Pfarrsitz Plau am See)         | Parchim               | Dorfkirche Broock                                | LUP Koord.         | 13. Jahrh.                   | Feldsteinbau, Backsteinbauchor 15. Jh., Deckenmalereien 1710/20, Orgel von Friese III 1887, hölzerner Glockenturm mit Opferkasten von 1692 |           |
| Brunow                  | Brunow und Muchow                      | Ludwigslust-Dömitz    | Dorfkirche Brunow                                | LUP Koord.         | 17. Jahrh. (1625)            | Fachwerkbau, neogotisch verändert, Fenster 18. Jh., Turm 1747, von geschnitzter Frauengestalt getragene Kanzel mit Intarsienarbeiten 1625, Altarbild von Suhrlandt 1841, Schnitzaltar 1911, Reste eines früheren Altars, Orgel von Lütkemüller 1871, freistehender Fachwerkglockenturm, 2 Glocken 1919 |           |
| Bülow                   | Kladrum (Pfarrsitz Mestlin)            | Parchim               | Dorfkirche Bülow                                 | LUP Koord.         | 12/13. o. 15. Jahrh.         | Feldsteinbau mit Strebepfeilern Ende 13. Jh., Veränderungen 15. u. Mitte 18. Jh., als Dachreiter aufgesetzter Holzturm mit verschindeltem Spitzhelm, 2 Glocken 1750, Orgel von Friese III 1871, Kanzelaltar 1752 mit gekuppelten Säulen, auf dem Kirchhof Grabkapelle aus Granitsteinen. |           |
| Burow                   | Burow (Pfarrsitz Gr. Pankow)           | Parchim               | Dorfkirche Burow                                 | LUP Koord.         | 19. Jahrh. (1873)            | Backsteinbau, neugotisch, freistehender Holzturm mit Spitzhelm, 3 Glocken, Altar 1871 v. Friedrich Lange bei Brand 1960 zerstört |           |
| Camin                   | Camin (Pfarrsitz Körchow)              | Boizenburg-Wittenburg | Dorfkirche St. Georgen Camin                     | LUP Koord.         | 19. Jahrh. (1855)            | Feldsteinbau, neogotisch (Tudorstil), Altargemälde 1854, Orgel von Winzer 1855 (restauriert 1921 durch Runge), Doppelgrabstein Anfang 17. Jh. |           |
| Conow                   | Conow                                  | Ludwigslust-Dömitz    | Dorfkirche St. Georgen Conow                     | LUP Koord.         | 19. Jahrh. (1888)            | Backsteinbau, neogotisch, Apostelfiguren 15. Jh., frühmittelalterliche Holzfiguren Christi, Taufbecken 1653, Orgel von Friese III 1888, 2 Glocken 1852 und 1996 |           |
| Dambeck                 | Brunow und Muchow                      | Ludwigslust-Dömitz    | Dorfkirche Dambeck                               | LUP Koord.         | 13. Jahrh.                   | Feldsteinbau, romanisch/gotisch, massiver Westturm 14. o. 15. Jh., barocker Altar 1723, Orgel von Voigt (Bad Liebenwerda) 1981 |           |
| Damm                    | Damm (Pfarrsitz St.-Marien Parchim)    | Parchim               | Dorfkirche Damm                                  | LUP Koord.         | 15. Jahrh.                   | Feldsteinbau, gotisch, hölzerner Dachreiterturm, Glocke 1456, Renovierung (Weißung der Wände, Erneuerung Inventar) 1995 |           |
| Darß                    | Gnevsdorf-Karbow (Pfarrsitz Gnevsdorf) | Parchim               | Dorfkirche Darß                                  | LUP Koord.         | 19. Jahrh. (1886)            | Backsteinbau, neogotisch, 4 Fensterscheiben 1652 aus Vorgängerbau, Glocke 1671 |           |
| Dersenow                | Blücher                                | Boizenburg-Wittenburg | Kapelle Dersenow                                 | LUP Koord.         | 16. Jahrh.                   | Fachwerkbau auf quadratischem Grundriss, 1534 erwähnt, Dachreiterturm mit Glocke |           |
| Döbbersen               | Döbbersen                              | Boizenburg-Wittenburg | Dorfkirche Döbbersen                             | LUP Koord.         | 13. Jahrh.                   | Backsteinbau, spätromanisch um 1250, Ausmalung 15. Jh., Altaraufsatz 1725–1729, Granittaufe 13. Jh., Glocken 1743 u. 1880, Orgel 1972 Nußbücker-Plau |           |
| Dobbertin               | Dobbertin (Pfarrsitz Goldberg)         | Parchim               | Klosterkirche Dobbertin                          | LUP Koord.         | 13./14./19. Jahrh.           | Backsteinbau, einschiffig, siebenjochig, polygonaler Chorschluss, Ummantelung 1825–1835 durch Demmler nach Plänen Schinkels, Doppelturmfassade 1837, Sandsteintaufe 1586 Philipp Brandin, Kaselkreuz 15. Jh., Kanzel 1857 mit Figuren von Willgohs, Altarbild 1857 v. Lenthe, Predella 1859 v. Stever, Taufe v. Siegfried, Kanzelaltar der Oberkirche 1747, Gestühl 1749                                  |           |
| Dömitz                  | Dömitz                                 | Ludwigslust-Dömitz    | Johanneskirche                                   | LUP Koord.         | 19. Jahrh. (1872)            | Backsteinbau, neugotisch, 2 Glocken (eine 1664), Restauration der Turmuhr 1988, Taufstein aus Vorgängerkirche, Altarbild v. Fischer-Poisson, Orgel von Runge 1872/73, 2 Bildfenster von 1921 (1991 gestiftet) |           |
| Domsühl                 | Klinken                                | Parchim               | Dorfkirche Domsühl                               | LUP Koord.         | 14./19. Jahrh.               | Putzbau, um 1840 Umbau mittelalterlicher Kirchenreste, Holzturm 1995/96 erneuert |           |
| Drefahl                 | Brunow und Muchow                      | Ludwigslust-Dömitz    | Dorfkirche Drefahl                               | LUP Koord.         | 13. Jahrh.                   | Feldsteinbau, Neueindeckung des Dachs 1989, hölzerner Westturm mit 2 Bronzeglocken, neugotischer Altar mit Schnitzereien, Altarbild 1878 |           |
| Dreilützow              | Wittenburg-Dreilützow                  | Boizenburg-Wittenburg | Dorfkirche Dreilützow                            | LUP Koord.         | 14. Jahrh.                   | Feldsteinbau, Holzturm 18./20. Jh., Kanzelaltar 1732, geschnitzter barocker Orgelprospekt 1708, Altarbild 1970 v. Isrun Lange |           |
| Dütschow                | Spornitz                               | Parchim               | Dorfkirche Dütschow                              | LUP Koord.         | 13. Jahrh.                   | Feldsteinbau, Ersterwähnung 1567, 1733 umgebaut, hölzerner Turm 1742, zwei Stahlglocken 1957, Orgel von Runge um 1850, Predella um 1850 (seit 2001 Altarbild), Schnitzfiguren 15. Jh. |           |
| Eldena                  | Eldena                                 | Ludwigslust-Dömitz    | Johanneskirche Eldena                            | LUP Koord.         | 19. Jahrh. (1839)            | Backsteinbau, neugotisch, auf den Mauern der 1835 ausgebrannten Klosterkirche, Turm mit Spitze und 4 Ecktürmchen 1850 (1995 instand gesetzt), Orgel von Schulze (1840 angekauft, 1995 repariert), Renovierung der Kirche 1974–1978, Altar 1991 |           |
| Frauenmark              | Frauenmark (Pfarrsitz Klinken)         | Parchim               | Dorfkirche Frauenmark                            | LUP Koord.         | 13. Jahrh. (1230 ca.)        | Feldsteinbau, spätromanisch, halbrunde Apsis, Backsteinbaugiebel und Erneuerung der Dreifenstergruppe (1872), 1968 restauriert, frühgot. Ausmalung 13./14. Jh., Schnitzaltar 15. Jh. |           |
| Gallin                  | Gresse-Granzin                         | Parchim               | Dorfkirche Gallin                                | LUP Koord.         | 16. Jahrh.                   | Fachwerkbau, der hl. Anna geweiht, Dachreiter-Holzturm mit Bronzeglocke, barocker Altaraufsatz, Renaissance-Kanzel, Teilsanierung und Zwischendecke 1973, Sanierung 1998/99 |           |
| Ganzlin                 | Gnevsdorf-Karbow (Pfarrsitz Gnevsdorf) | Parchim               | Dorfkirche Ganzlin                               | LUP Koord.         | 20. Jahrh. (1903)            | Backsteinbau, neugotisch, 2 Glocken 1579 und 1598 (umgegossen 1726), Schnitzaltar 15. Jh. aus Fachwerkvorgängerkirche, Orgel 1905 |           |
| Garlitz                 | Lübtheen                               | Hagenow               | Kapelle Garlitz                                  | LUP Koord.         | 20. Jahrh. (1969)            | Baracke aus Fertigteilen |           |
| Garwitz                 | Garwitz (Pfarrsitz Klinken)            | Parchim               | Dorfkirche Garwitz                               | LUP Koord.         | 14. Jahrh. 15. Jahrh.        | Backsteinbau mit Feldsteinanteil, gotisch, freistehender Glockenstuhl (1996 restauriert), 2 Glocken 1453 und 1954, Schnitzaltar 15. Jh. |           |
| Gischow                 | Burow (Pfarrsitz Gr. Pankow)           | Parchim               | Dorfkirche Gischow                               | LUP Koord.         | 18. Jahrh. (1715)            | Fachwerkbau, von wildem Wein umrankt, quadratischer Westholzturm mit Pyramidendach, Ziegelfassade um 1900, gotischer Schnitzaltar 16. Jh., barocke Kanzel |           |
| Glaisin                 | Eldena                                 | Ludwigslust-Dömitz    | Dorfkirche Glaisin                               | LUP Koord.         | 20. Jahrh. (1962)            | Holzhaus, freistehender Holz-Glockenstuhl |           |
| Gnevsdorf               | Gnevsdorf-Karbow (Pfarrsitz Gnevsdorf) | Parchim               | Dorfkirche Gnevsdorf (Buchberg)                  | LUP Koord.         | 19. Jahrh. (1897)            | Backsteinbau, neugotisch, historisierend, Möckel-Bau, Turm 55 m mit achteckigem Helm, Schnitzaltar 16. Jh., 2 Glocken 1697 und 1956, Glasmalereien 1897, Taufstein 1838 |           |
| Goldberg                | Goldberg                               | Parchim               | Stadtkirche Goldberg                             | LUP Koord.         | 14. Jahrh.                   | Backsteinbau, gotisch, 1643 bis auf Mauerwerk abgebrannt, Kirchenschiff bis 1650 wiederhergestellt, 1842 restauriert und verändert, Westturm aus Back- und Granitsteinen mit vierseitigem Pyramidendach, 3 Glocken (1901, 2× 1956), zweigeschossige Empore, Kanzelaltar 1844, Orgel von Friese III 1880 (1985 restauriert)                                                                                |           |
| Gorlosen                | Gorlosen (Pfarrsitz Eldena)            | Ludwigslust-Dömitz    | Dorfkirche Gorlosen                              | LUP Koord.         | 15. Jahrh.                   | Feldsteinbau, hölzerner Turm mit Spitzhelm, verzierte Holzdecke 1679, barocker Kanzelaltar, Bronzeglocke 1671, Orgel von Runge 1873 (1998 restauriert), Instandsetzung Dach/Mauerwerk 1997 |           |
| Grabow                  | Grabow                                 | Ludwigslust-Dömitz    | St.-Georgs-Kirche Grabow                         | LUP Koord.         | 14. Jahrh.                   | Backsteinbau, dreischiffig, Langhaus 14. Jh., 1725 bis auf Umfassungsmauern abgebrannt, Wiederaufbau bis 1739, Turminschrift 1555, Renaissance-Kanzel 1555, neugotischer Altar mit Bildern Greve 1906, klassizistischer Taufständer 1785, Orgel von Friese III 1885 |           |
| Granzin                 | Gresse-Granzin                         | Boizenburg-Wittenburg | Dorfkirche Granzin                               | LUP Koord.         | 19. Jahrh. (1864)            | Backsteinbau, klassizistisch, freistehender Fachwerkturm vom Vorgängerbau 18. Jh., Altarbild 1864 v. Fischer-Poisson, 2 mittelalterliche Glocken, Orgel 1831 von Friese I, Sanierung 1990/91 |           |
| Granzin                 | Benthen                                | Parchim               | Dorfkirche Granzin                               | LUP Koord.         | 19. Jahrh. (1864)            | Backsteinbau, neogotisch, Turm mit Spitzdach, 2 Glocken 1486 und 1755, Orgel von Friese III 1864 |           |
| Grebbin                 | Grebbin (Pfarrsitz Klinken)            | Parchim               | Dorfkirche Grebbin                               | LUP Koord.         | 13. Jahrh.                   | Feldsteinbau, romanisch/gotisch, Westturm 15. Jh. aus Feld-/Backstein, 3 Glocken (1650, 2× 1969), barocker Altaraufsatz mit Schnitzwerk um 1700 |           |
| Gresse                  | Gresse-Granzin                         | Boizenburg-Wittenburg | Dorfkirche Gresse                                | LUP Koord.         | 17. Jahrh. (1664/92)         | Fachwerkbau mit Backstein ummantelt, barock, Tonnengewölbe, barocker Kanzelaltar 1670, Glocke 18. Jh., Orgel neu von Nußbücker (Plau), Sanierung der Kirche 1968–1970 |           |
| Greven                  | Gresse-Granzin                         | Boizenburg-Wittenburg | Dorfkirche Greven                                | LUP Koord.         | 20. Jahrh. (1906)            | Backsteinbau, neogotisch, Kreuzgratgewölbe, Turm mit achteckigem Spitzhelm, zwei mittelalterliche Holzschnitzfiguren (Maria und Johannes), Orgel von Runge 1906 |           |
| Greven                  | Granzin (Pfarrsitz Benthen)            | Parchim               | Dorfkirche Greven                                | LUP Koord.         | 18. Jahrh. (1721)            | Backsteinbau, Fachwerkbauturm mit glockenförmiger Haube, Glocke vermutlich 15. Jh., spätgotisches Triptychon mit Schnitzfiguren 16. Jh., Triumphkreuz, Epitaph 17. Jh. |           |
| Groß Godems             | Slate                                  | Parchim               | Dorfkirche Groß Godems                           | LUP Koord.         | 17. Jahrh. (1688)            | Fachwerkbau, innen 1888 verändert (Orgelempore), bemalte Fensterscheiben v. 1688, offener Holz-Glockenstuhl, 2 Glocken, Orgel von Friese III 1888 |           |
| Groß Laasch             | Groß Laasch                            | Ludwigslust-Dömitz    | Dorfkirche Groß Laasch                           | LUP Koord.         | 18. Jahrh. (1791)            | Backsteinbau, hölzerner klassizistischer Kanzelaltar, Taufgestell 1792 mit Messingschale 1576, Reiterfigur des hl. Georg aus Vorgängerbau, Orgel von Friese III 1885, Turmuhr 1792 (1991 überholt) |           |
| Groß Niendorf           | Mestlin                                | Parchim               | Dorfkirche Groß Niendorf                         | LUP Koord.         | 13. Jahrh.                   | Feldsteinbau (Kapelle) ohne Turm, neugotische Empore ohne Orgel, 1951 eingestürzt, 1952 wieder aufgebaut, freistehender Glockenstuhl, Glocke 1878 umgegossen |           |
| Groß Pankow             | Groß Pankow                            | Parchim               | Dorfkirche Groß Pankow                           | LUP Koord.         | 17./18. Jahrh.               | Fachwerkbau, westlicher Holzturm, 2 Glocken, Schnitzaltar um 1535, Gestühl teilw. 1704 |           |
| Groß Poserin            | Woosten                                | Parchim               | Dorfkirche Groß Poserin                          | LUP Koord.         | 13. Jahrh.                   | Feldsteinbau, mehrfach verändert, Turm mit Laterne 1755, 1 Glocke, Tonnengewölbe 1780, Grabplatte 1708 vor Altar |           |
| Hagenow                 | Hagenow                                | Hagenow               | Stadtkirche Hagenow                              | LUP Koord.         | 19. Jahrh. (1879)            | Backsteinbau, neugotisch, Umbau innen 1974, Turm (60 m), Unterbau des Turmes älter, romanische Tauffünte, Orgel von Nußbücker (Plau) 1994, auf dem Dach: Photovoltaikanlage 2001 |           |
| Herzberg                | Granzin (Pfarrsitz Benthen)            | Parchim               | Dorfkirche Herzberg                              | LUP Koord.         | 14. Jahrh.                   | Feldsteinbau, Ostgiebel Backsteinbau, Turm aufgesetztes Fachwerk, dessen Dach mit offener Laterne, 1860 restauriert, 2 Glocken 1622 und 1962, spätbarocke Kanzel und geschnitzter Taufbehälter vermutl. 1741 |           |
| Herzfeld                | Herzfeld                               | Parchim               | Dorfkirche Herzfeld                              | LUP Koord.         | 18. Jahrh. (1787)            | Feldsteinbau mit Fachwerkturm über Westgiebel, Kanzelaltar 18. Jh. 2 Glocken 1799 und 1922 |           |
| Hohen Pritz             | Mestlin                                | Parchim               | Dorfkirche Hohen Pritz                           | LUP Koord.         | 13. Jahrh.                   | Feldsteinbau, Ostgiebel Backsteinbau, Ausstattung 1887 neu, 2 Glocken 1776 und 1926 |           |
| Karbow                  | Gnevsdorf-Karbow (Pfarrsitz Gnevsdorf) | Parchim               | Dorfkirche Karbow                                | LUP Koord.         | 13. o. 15. Jahrh.            | Feldsteinbau, 1604 nach Brand verändert, Holzdecke und Dach mit Überstand, Fachwerk-/Holzturm mit Fachwerktürmchen-Aufsatz (Laterne), Altaraufsatz mit Schnitzfiguren 15. Jh., Renaissance-Kanzel 1598, hölzerne Taufe 17. Jh. |           |
| Karrenzin               | Herzfeld                               | Parchim               | Dorfkirche Karrenzin                             | LUP Koord.         | 18. Jahrh. (1721 o. 1771)    | Fachwerkbau, Holzturm mit pyramidenförmigem Dach, spätgot. Schnitzfiguren und Kruzifix 15./16. Jh., Renaissance-Taufe mit Terrakotta-Reliefs (in den 1970ern restauriert), 2 Glocken 1922 und 1934 |           |
| Karstädt                | Grabow                                 | Ludwigslust-Dömitz    | Dorfkirche Karstädt                              | LUP Koord.         |                              | Fachwerkbau, 1534 erwähnt, Dachanbau mit Glocke 1759, 5 geschnitzte Heiligenfiguren; Altar, Taufbecken und Kanzel 1960er, Kircheninneres 2000 renoviert |           |
| Kirch Jesar             | Kirch Jesar                            | Hagenow               | Dorfkirche Kirch Jesar                           | LUP Koord.         | 18. Jahrh. (1717)            | Fachwerkbau, vorgesetzter Holzturm auf Fachwerkgiebelhaus, Einrichtung v. 1847, Orgel von Runge 19. Jh., Glocke 1859 |           |
| Kladrum                 | Kladrum (Pfarrsitz Mestlin)            | Parchim               | Dorfkirche Kladrum                               | LUP Koord.         | 14. Jahrh.                   | Feldsteinbau, östl. Backsteingiebel mit Lanzettblenden, quadr. Westturm mit verjüngendem achtseitigen Helm und schindelgedeckter zwiebelförmiger Haube, 3 Glocken (1470, 2× 1957), Kanzelaltar 1752 mit 4 Schnitzfiguren 15. Jh., Kruzifix 14. Jh., Runge-Orgel 1847, Kirche dem hl. Apostel Matthäus und der hl. Katharina geweiht                                                                       |           |
| Klein Niendorf          | Lancken (Pfarrsitz Gr. Pankow)         | Parchim               | Kapelle Klein Niendorf                           | LUP Koord.         | 19. Jahrh. (1865)            | Backsteinbau, neugotisch, 2 Ziertürmchen, Wetterfahne 1837, freistehender Eisen-Glockenstuhl, 1971 Innenraum verändert |           |
| Klein Pankow            | Redlin (Pfarrsitz Gr. Pankow)          | Parchim               | Dorfkirche Klein Pankow                          | LUP Koord.         | 17. Jahrh. (1700 ca.)        | Fachwerkbau, Fachwerk-Glockenturm unter selbem Dach, Restauration 1998/99, Wetterhahn 1796 |           |
| Klinken                 | Klinken                                | Parchim               | Dorfkirche Klinken                               | LUP Koord.         | 14. Jahrh.                   | Back-/Feldsteinbau, frühgotisch, nördl. Seitenschiff später ergänzt, ein weiteres Seitenschiff 1804 abgerissen, hölz. Glockenturm, Glocke 1873, Wandmalereien um 1390, Schnitzaltar 15. Jh., Renaissance-Taufständer, Kanzel 17. Jh. aus der alten Schelfkirche Schwerin, Orgel von Runge 19. Jh. |           |
| Klüß                    | Brunow und Muchow                      | Ludwigslust-Dömitz    | Dorfkirche Klüß                                  | LUP Koord.         | 20. Jahrh. (1995)            | Langhaus mit Holzplatten verkleidet (Fachwerk-Vorgängerbau von 1703 abgerissen 1972), freistehender hölz. Glockenstuhl, unterer Teil eines barocken geschnitzten Kanzelaltars aus Vorgängerbau 1703, Bronze-Kronleuchter 1658, achteckiges Taufbecken mit Schnitzarbeiten und Messingschale, Bronzeglocke 1774                                                                                            |           |
| Körchow                 | Körchow                                | Boizenburg-Wittenburg | Dorfkirche Körchow                               | LUP Koord.         | 13. Jahrh.                   | Feldsteinbau, romanisch, als Wehrkirche erbaut, Chor 1914 verändert, Kruzifix 14. Jh., Kreuzigungsgemälde 1730, Orgel von Runge 1914 (1945 zerstört, 1958 wieder aufgebaut) |           |
| Kossebade               | Grebbin (Pfarrsitz Klinken)            | Parchim               | Dorfkirche Kossebade                             | LUP Koord.         | 14. o. 15. Jahrh.            | Feldsteinbau, gotisch, hölz. Glockenturm 18. Jh., 2 Glocken, Fachwerk-Windfang 19. Jh., Altar 1960/61 aus älteren Altarfiguren |           |
| Kreien                  | Gnevsdorf-Karbow (Pfarrsitz Gnevsdorf) | Parchim               | Dorfkirche Kreien                                | LUP Koord.         | 14. o. 15. Jahrh.            | Feldsteinbau, gotisch, freistehender Glockenstuhl 1995 erneuert, 2 Glocken 1922, barocke Kanzel 1710, hölz. Renaissance-Taufbehälter 1664, Altar bis 1960 in Darßer Kirche |           |
| Kuppentin               | Kuppentin (Pfarrsitz Woosten)          | Parchim               | Dorfkirche Kuppentin                             | LUP Koord.         | 13. Jahrh.                   | Feldsteinbau mit Backsteinchor 1284, Schiff aus Feldstein 1337, hölzerner Glockenturm 16. Jh., Bronzeglocke 1925, Altaraufsatz, Predella u. spätgotischen Schnitzfiguren 1696, Renaissance-Kanzel 1680, Orgel von Friese III 1874 |           |
| Lancken                 | Lancken (Pfarrsitz Gr. Pankow)         | Parchim               | Dorfkirche Lancken                               | LUP Koord.         | 14./15. Jahrh.               | Feld-/Backsteinbau, gotisch, Ostgiebel mit Blendnischen, freistehender Glockenstuhl, Glocke 1477, Schnitzaltar um 1530 von Claus Berg, Orgel von Friese III 1863 (1992 restauriert) |           |
| Lassahn                 | Lassahn                                | Boizenburg-Wittenburg | St. Abundus-Kirche Lassahn                       | LUP Koord.         | 13./17. Jahrh.               | Feldsteinbau/Fachwerkbau, Sakristei 13. Jh., Fachwerkanbau 17. Jh., Fachwerk-Westteil mit Turm um 1740, Altarbild 1898, Goldener Hahn auf Turmspitze von 1980 (Vorgänger 1945 zerstört), Glocke 1993, zwei ausgediente Glocken vor der Kirche ausgestellt |           |
| Leussow                 | Leussow                                | Hagenow               | Dorfkirche Leussow                               | LUP Koord.         | 19. Jahrh. (1874)            | Backsteinbau, neogotisch, Altargemälde von Friedrich Lange, Orgel von Friedrich Friese III 1874 |           |
| Ludwigslust             | Ludwigslust                            | Ludwigslust-Dömitz    | Stadtkirche Ludwigslust                          | LUP Koord.         | 18. Jahrh. (1770)            | Putzbau des Klassizismus von Busch; Ehemalige Hofkirche des Schlosses Ludwigslust, seit Anfang 19. Jh. Stadtkirche, Vorhalle mit 6 dorischen Säulen und Attika, Evangelisten von Johann Eckstein als Attikafiguren, Orgel von Friese III von 1876 (1956 restauriert), zwei steinerne freistehende Glockentürme 1791/92 (Friedhofseingang)                                                                 |           |
| Ludwigslust             | Stift Bethlehem                        | Ludwigslust-Dömitz    | Stiftskirche Ludwigslust                         | LUP Koord.         | 19. Jahrh. (1864)            | Raseneisen-/Backsteinbau, neogotisch v. Hermann Willebrand, Innenausmalung von Rudolf Schäfer, ursprüngl. Glocke am Giebel, freistehender hölz. Glockenstuhl um 1940 (2000 erneuert) |           |
| Lüblow                  | Lüblow (Pfarrsitz Gr. Laasch)          | Ludwigslust-Dömitz    | Dorfkirche Lüblow                                | LUP Koord.         | 18. Jahrh. (1738)            | Fachwerkbau, turmlos, freistehender Glockenstuhl 1980, Glocke 1778 (1885 umgegossen), Kirche seit 2006 saniert, dabei Giebelvorsprung (ehemaliger Platz der Glocke) entfernt |           |
| Lübtheen                | Lübtheen                               | Hagenow               | Stadtkirche Lübtheen                             | LUP Koord.         | 19. Jahrh. (1820)            | Putzbau, klassizistisch, Orgel von Friedrich Friese I, Altarbild 1823 |           |
| Lübz                    | Lübz                                   | Parchim               | Stadtkirche Lübz                                 | LUP Koord.         | 16. Jahrh. (1574)            | Backsteinbau, Taufbecken 1605, Kanzel mit Ornamentik 17. Jh., Grabmal Herzogin Sophie (1591–1648), 1962 renoviert |           |
| Lübz                    | Lübz                                   | Parchim               | Stiftskirche Lübz                                | LUP Koord.         | 17. Jahrh.                   | Backsteinbau, Gemälde der Stiftsgründerin Herzogin Sophie, auch als Kulturkirche genutzt |           |
| Lüttenmark              | Gresse-Granzin                         | Boizenburg-Wittenburg | Dorfkirche Lüttenmark                            | LUP Koord.         | 17./20. Jahrh. (1647) (1667) | Fachwerkbau, nach Brand 1955 wiederhergestellt, Dachreiterturm mit Spitzhelm, Glocke aus den 1950ern, Sanierung 1994/95 |           |
| Lutheran                | Lübz                                   | Parchim               | Dorfkirche Lutheran                              | LUP Koord.         | 19. Jahrh. (1871)            | Backsteinbau, neogotisch, Orgel von 1890, Glocken von 1491 und 1956 |           |
| Marnitz                 | Marnitz                                | Parchim               | Dorfkirche Marnitz                               | LUP Koord.         | 18. Jahrh.                   | Fachwerkbau/Ziegel, Turm massiv seit 1913, Altar 18. Jh., Zierat Pappmaché aus Ludwigslust, Renaissancekanzel |           |
| Marsow                  | Camin (Pfarrsitz Körchow)              | Boizenburg-Wittenburg | Dorfkirche Marsow                                | LUP Koord.         | 14. Jahrh. (1341)            | einschiffige Feldsteinkirche mit flacher Balkendecke, Fachwerkturm mit achteckiger Laterne und Welsche Haube, Altaraufsatz 1725, Taufe 1834, Malerei 1911/12, Orgel von Marcus Runge 1912. |           |
| Matzlow                 | Spornitz                               | Parchim               | Dorfkirche Matzlow                               | LUP Koord.         | 18. Jahrh. (1789)            | Fachwerkbau, dreistöckiger Turm 1831, im Innenraum Schnitzarbeiten von Gerda Schefe 1990 |           |
| Meierstorf              | Marnitz                                | Parchim               | Dorfkirche Meierstorf                            | LUP Koord.         | 18. Jahrh. (1700)            | Fachwerkbau, Fachwerkturm 1831, zwei Glocken von 1931 und 1961, geschnitzte Reliefs und Rundbilder im Innenraum nach 1990 |           |
| Melkof                  | Pritzier (Pfarrsitz Vellahn)           | Hagenow               | Dorfkirche Melkof                                | LUP Koord.         | 19. Jahrh. (1870)            | Putzbau, spätklassizistisch, Turm mit zwei in England gegossenen Glocken, Orgel von Buchholz um 1869 |           |
| Mestlin                 | Mestlin                                | Parchim               | Dorfkirche Mestlin                               | LUP Koord.         | 13./14. Jahrh.               | zweischiffiger Backsteinbau mit quadratischem Westturm Anfang 14. Jh., Kastenchor aus Feldstein mit Blendengiebel um 1230, Fachwerkturmerhöhung 1749, zwei Glocken von 1389 und 1511, Triumphkreuzgruppe etwa 15. Jh., Kanzel aus Eichenholz 1689, Altarbild 1859 von Gaston Lenthe |           |
| Möllenbeck              | Herzfeld                               | Parchim               | Dorfkirche Möllenbeck (Grabow)                   | LUP Koord.         | 18. Jahrh. (1728)            | Fachwerkbau, massiver Turm mit offener Galerie und Kuppelaufsatz 1892, zwei Glocken aus 16. Jh. und von 1959, Kanzel 1623, Gestühl mit Schnitzarbeiten, Blei- und Zinnwappen |           |
| Moraas                  | Kirch Jesar                            | Hagenow               | Kapelle Moraas                                   | LUP Koord.         | 19./20. Jahrh.               | Backsteinbau |           |
| Muchow                  | Brunow und Muchow                      | Ludwigslust-Dömitz    | Dorfkirche Muchow                                | LUP Koord.         | 19. Jahrh. (1892)            | Backsteinbau, neogotisch, Westturm mit zwei Glocken von 1922, Orgel von Börger 1872 (1995 restauriert) |           |
| Neese                   | Neese (Pfarrsitz Grabow)               | Ludwigslust-Dömitz    | Dorfkirche Neese                                 | LUP Koord.         | 18. Jahrh. (1753)            | Fachwerkbau, gotischer Flügelaltar von 1681, Kanzel 1756 gestiftet, Taufständer 1756, Orgel von Börger 1895, Sanierung der Kirche 1998/99 |           |
| Neu Kaliß               | Neu Kaliß                              | Ludwigslust-Dömitz    | Dorfkirche Neu Kaliß                             | LUP Koord.         | 20. Jahrh. (1928)            | Backsteinbau, Art-Déco-Stil, Altar mit mannshohem Messingkreuz, Lesepult in Adler-Form, Orgel der Fa. Jehmlich Orgelbau Dresden 1963 |           |
| Neuenkirchen            | Neuenkirchen                           | Boizenburg-Wittenburg | Dorfkirche Neuenkirchen (Zarrentin am Schaalsee) | LUP Koord.         | 12./17. Jahrh. (1197/1680)   | Feldsteinbau (Chor), Langhaus Fachwerkbau 1680, beschnitzter Altar vor 1500, Kanzel 17. Jh., Glocke 1762 |           |
| Neuhof                  | Neuenkirchen                           | Boizenburg-Wittenburg | Dorfkirche Neuhof                                | LUP Koord.         | 19. Jahrh. (1859)            | Backsteinbau, neugotisch, Glocke 1955, Altarbild 1859 v. Lenthe, Orgel 1860 Friese II |           |
| Neustadt-Glewe          | Neustadt-Glewe                         | Ludwigslust-Dömitz    | Marienkirche Neustadt-Glewe                      | LUP Koord.         | 14./18. Jahrh.               | Backsteinbau, nach Brand 1728–1738 auf Grundmauern wiedererrichtet, Anbauten an Nord- und Südseite mit Fachwerkobergeschoss für Patronatslogen, Externes Glockenhaus 1784, Rokokoaltar, barocke Fürstenloge, Kanzel von Tönnies Evers 1587 (Geschenk der Stadt Wismar), Orgel von Mehmel 1872 (1996 restauriert), Winterkirche 1980er J.                                                                  |           |
| Niendorf an der Rögnitz | Conow                                  | Ludwigslust-Dömitz    | Dorfkirche Niendorf an der Rögnitz               | LUP Koord.         |                              | Klinkerbau, ehemaliges Stallgebäude 1971 zur Kirche umgebaut, 1996 verklinkert, aufgesetzter hölzerner Turm mit Glocke, Sandstein-Tauffünte |           |
| Niendorf                | Blücher                                | Boizenburg-Wittenburg | Kapelle Niendorf bei Blücher                     | LG Koord.          | 20. Jahrh. (1975)            | Putzbau, Flachbau, Vorgängerkirche Fachwerk 15. Jh. wegen Baufälligkeit abgerissen, sieben Schnitzfiguren und Vortragekreuz aus Vorgängerkirche |           |
| Nostorf                 | Zweedorf                               | Boizenburg-Wittenburg | Dorfkirche Nostorf                               | LUP Koord.         | 19. Jahrh.                   | Backsteinbau, Kapelle von 1483 neugotisch ersetzt, Turm 1904 erhöht, Orgel von Friese III |           |
| Paarsch                 | Lancken (Pfarrsitz Gr. Pankow)         | Parchim               | Dorfkirche Paarsch                               | LUP Koord.         | 19. Jahrh. (1871)            | Backsteinbau, neogotisch, achteckiger Glockenturm, Glocke 1874, Schnitzaltar |           |
| Parchim                 |                                        | Parchim               | Bartholomäuskapelle                              | LUP Koord.         | 14. Jahrh.                   | Backsteinbau, gotisch, Nutzung als Gotteshaus bis etwa 1560, nach Zwischennutzungen seit 1919 Evangelisches Vereinshaus |           |
| Parchim                 | St. Georgen                            | Parchim               | St. Georgen Parchim                              | LUP Koord.         | 13./14. Jahrh.               | Backsteinbau, gotisch, nach Stadtbrand Wiedererrichtung auf Grundmauern 1307, Turm wohl nach 1450, fünf Glocken (eine von 1613), gotischer Hochaltar 1421, Schmerzensmann Anfang 15. Jh., zwei Triumphkreuzgruppen 15. Jh., Renaissance-Kanzel mit Schnitzarbeiten 1580, Schnitz-Ratsstuhl 1608/1623, Tauffünte um 1620, Orgel von Friese III 1871 (Pfeifen im Ersten Weltkrieg verloren, Reparatur 1955) |           |
| Parchim                 | St.-Marien-Kirche                      | Parchim               | St.-Marien-Kirche (Parchim)                      | LUP Koord.         | 13. Jahrh.                   | Backsteinbau, romanisch/gotisch, Turm 54 m 14. Jh., zwei Glocken (eine von 1514), zweijochiger Anbau 1420/30 mit vermauerten jüdischen Grabsteinen von 1267–1345, Umbau 1907/08, mittelalterliches Pentaptychon (vierteiliger Flügelaltar) um 1500, hölzerne Renaissance-Kanzel 1601, Orgelempore Anfang 17. Jh., Orgel von Friese III 1890, bronzene Tauffünte 1365                                      |           |
| Passow                  | Benthen                                | Parchim               | Dorfkirche Passow                                | LUP Koord.         | 19. Jahrh. (1868)            | Feldsteinbau, neugotisch, zwei Glocken, Altarbild von W. Philippi 1868, Orgel von Friese III 1868 |           |
| Picher                  | Picher                                 | Hagenow               | Dorfkirche Picher                                | LUP Koord.         | 19. Jahrh. (1880)            | Backsteinbau, neugotisch, drei Glocken 1747, 1775 und 1991, Altar 19. Jh. mit Bild von Carl Suhrlandt, Orgel von Runge 1880 |           |
| Plau am See             | Plau am See                            | Parchim               | Marienkirche Plau                                | LUP Koord.         | 13. Jahrh. (1225 ca.)        | Backsteinbau, romanisch/gotisch, dreijochig, mehrere Umbauten u. a. 1877–1879, quadr. Westturm um 1300, drei Bronzeglocken 1522, 1700 und 1963, Altarbild von Friedrich Lange 1860/62, bronzenes Taufbecken 1570, Reste eines spätgotischen Schnitzaltars um 1500 |           |
| Plauerhagen             | Kuppentin (Pfarrsitz Woosten)          | Parchim               | Dorfkirche Plauerhagen                           | LUP Koord.         | 18. Jahrh. (1784)            | Fachwerkbau, Gestühl von 1868, Altartisch und Kruzifix 1970, 1998 saniert |           |
| Poltnitz                | Slate                                  | Parchim               | Dorfkirche Poltnitz                              | LUP Koord.         | 20. Jahrh. (1960)            | Fachwerkbau, Beginn des Baus 1945, Glocke von 1811 |           |
| Polz                    | Dömitz                                 | Ludwigslust-Dömitz    | Kapelle Polz                                     | LUP Koord.         | 20. Jahrh. (1963)            | Holzflachbau mit Glockenstuhl |           |
| Porep                   | Suckow (Pfarrsitz Marnitz)             | Parchim               | Dorfkirche Porep                                 | PR Koord.          | 18. Jahrh. (1750)            | Fachwerkbau, 1969 Ostanbau, bretterverkleideter Turm, gotischer Flügelaltar 16. Jh. |           |
| Pritzier                | Pritzier (Pfarrsitz Vellahn)           | Hagenow               | Dorfkirche Pritzier                              | LUP Koord.         | 19. Jahrh. (1852)            | Backsteinbau auf Granitsockel, neogotisch, Gemälde an der Altarwand 19. Jh., Altar und Lesepult 1992 |           |
| Raduhn                  | Klinken                                | Parchim               | Dorfkirche Raduhn                                | LUP Koord.         | 19. Jahrh. (1859)            | Back-/Feldsteinbau, neugotisch, Stufengiebel, Vorgängerbau einbezogen, dreischiffig, Schnitzaltar 1450, Orgel von Runge 1850 |           |
| Redefin                 | Redefin (Pfarrsitz Leussow)            | Hagenow               | Dorfkirche Redefin                               | LUP Koord.         | 19. Jahrh. (1847)            | Backsteinbau, neogotisch, hölzerne Innenausstattung auch neugotisch, Orgel von Friese II, Patronatsgestühl mit Christusstatue (1911) |           |
| Redlin                  | Redlin (Pfarrsitz Gr. Pankow)          | Parchim               | Dorfkirche Redlin                                | LUP Koord.         | 19. Jahrh. (1876)            | Backsteinbau, neogotisch, Turmdach querliegend, schlichte Innengestaltung |           |
| Rensdorf                | Boizenburg                             | Boizenburg-Wittenburg | Kapelle Rensdorf                                 | LUP Koord.         | 17. Jahrh. (1694)            | Fachwerkbau mit flacher Decke, Glocke von 1650 |           |
| Retzow                  | Gnevsdorf-Karbow (Pfarrsitz Gnevsdorf) | Parchim               | Dorfkirche Retzow                                | LUP Koord.         | 17. Jahrh.                   | Fachwerkbau, zwei Glocken von 1691 und 1864, geschnitzter Renaissance-Altaraufsatz 16. Jh., Kanzel mit aufwändigen Schnitzarbeiten, ursprüngliche Glasscheiben mit Wappen und Unterschriften aus 17. Jh. im Vorraum ausgestellt |           |
| Rom                     | Lancken (Pfarrsitz Gr. Pankow)         | Parchim               | Dorfkirche Rom                                   | LUP Koord.         | 17. Jahrh. (1668 etwa)       | Fachwerkbau mit Satteldach, aus dem Westgiebel hervorragendes Dach mit Glocke von 1934, Sanierung 1999, Holzdecke, neuzeitliches Messingkreuz |           |
| Ruest                   | Mestlin                                | Parchim               | Dorfkirche Ruest                                 | LUP Koord.         | 15. Jahrh.                   | Feldsteinbau, Ostgiebel mit Blendarkaden und Fries, Kassettendecke, Schnitzaltar 1693 von Caspar Hirsch, Renaissance-Kanzel |           |
| Schwanheide             | Zweedorf                               | Boizenburg-Wittenburg | Kapelle Schwanheide                              | LUP Koord.         | 20. Jahrh. (1960er)          | Holzflachbau nach schwedischem Vorbild, Glockenstuhl 1991, Glocke 1651 ursprünglich aus Zweedorf |           |
| Severin                 | Frauenmark (Pfarrsitz Klinken)         | Parchim               | Dorfkirche Severin                               | LUP Koord.         | 19. Jahrh. (1872)            | Feld-/Backsteinbau, romanisch/gotisch, errichtet auf Ruinen der Feldsteinkapelle aus dem 13. Jh., Westturm mit zwei Glocken von 1527, schlichte neogotische Innenausstattung, Orgel von Marcus Runge 1920, Holztafel mit Kruzifix und zwei Quitzowschen Wappen |           |
| Siggelkow               | Groß Pankow                            | Parchim               | Dorfkirche Siggelkow                             | LUP Koord.         | 17. Jahrh.                   | Fachwerkbau, gemusterte Steinsetzung in Gefachen, kleine Fenster mit bleigefassten Rautenscheiben, Holzdecke, verbretterter Westturm mit Satteldach 1796, Orgel von Schwarz 1894 – restauriert 1996 von Nußbücker |           |
| Slate                   | Slate                                  | Parchim               | Dorfkirche Slate                                 | LUP Koord.         | 14. od. 15. Jahrh.           | Backsteinbau, gotisch, quadratischer Westturm aus Feld-/Backstein, zwei Glocken (ältere mit Bild von Maria und Kind, jüngere 1934), Wetterhahn 1751, Schnitzaltar 15. Jh., Orgel von Winzer 1866–1974 restauriert durch Nußbücker, vor der Kirche: Linde von 1733 (Naturdenkmal) |           |
| Spornitz                | Spornitz                               | Parchim               | Dorfkirche Spornitz                              | LUP Koord.         | 13./19. Jahrh.               | Feldsteinbau mit Backsteinbau, Westturm (ca. 55 m) um 1300 mit Spitzdach von 1657, drei Glocken (älteste 1517), Wetterhahn 1695 heute auf Orgelempore ausgestellt, Kirche um 1840 baulich verändert, Altar zuletzt 1822 verändert, Orgel von Memel 1876 |           |
| Stolpe                  | Brenz                                  | Ludwigslust-Dömitz    | Dorfkirche Stolpe                                | LUP Koord.         | 18. Jahrh. (1796)            | Feldsteinbau, Fachwerk-Dachreiterturm mit Pyramidendach, zwei Glocken 19. Jh. sowie Kugel und Krone an der Spitze, flache Holzdecke, Sanierung 1995/96 mit Einbau einer Winterkirche |           |
| Suckow                  | Suckow (Pfarrsitz Marnitz)             | Parchim               | Dorfkirche Suckow                                | LUP Koord.         | 14. Jahrh. (1350 ca.)        | Feldsteinbau, verzierter Ostgiebel, Holzturm 1588, moderner Innenraum 1966, Orgelprospekt 1867 |           |
| Techentin               | Techentin (Pfarrsitz Mestlin)          | Parchim               | Dorfkirche Techentin                             | LUP Koord.         | 13. Jahrh.                   | Feldsteinbau Mitte 15. Jh. mit geböschtem Holzturm 1493, Orgel 1892 von Julius Schwarz, Altarblock 1911 |           |
| Toddin                  | Hagenow                                | Hagenow               | Kapelle Toddin                                   | LUP Koord.         | 20. Jahrh.                   | |           |
| Unter Brüz              | Woosten                                | Parchim               | Dorfkirche Unter Brüz                            | LUP Koord.         | 13. Jahrh.                   | Feldsteinbau, Wehrturm, Glocke 1441, wertvolle Tür im Chor, geschnitzte Renaissance-Kanzel 1676, Orgel von Friese III 1871 |           |
| Valluhn                 | Zarrentin                              | Boizenburg-Wittenburg | Kapelle Valluhn                                  | LUP                | 20. Jahrh. (1973)            | 1971 Abbruch Fachwerkbaukapelle, Neubau als Friedhofskapelle, Glocke 1634 |           |
| Vellahn                 | Vellahn                                | Hagenow               | Dorfkirche Vellahn                               | LUP Koord.         | 19. Jahrh. (1885)            | Backsteinbau, neugotisch, umlaufender Rundbogenfries, dreigeschossiger Westturm mit Spitzhelm und Bronzeglocke von 1494, Vierungsturm, Orgel von Mehmel 1885, Kruzifix 1744, Abendmahlskelch 1598 mit slowakischer Inschrift, Epitaphien von Jasper von Lützow und Gemahlin Anna von Bülow |           |
| Vietlübbe               | Gnevsdorf-Karbow (Pfarrsitz Gnevsdorf) | Parchim               | Dorfkirche Vietlübbe                             | LUP Koord.         | 19. Jahrh. (1882)            | Backsteinbau, neogotisch, Turm 1895 vollendet, zwei Glocken von 1926 und 1957, Turmspitze 1983 bei Sturm beschädigt, 1996 erneuert, In Turmkugel fanden sich Urkunden, Zeitungen und Münzen von 1895 |           |
| Warlitz                 | Pritzier (Pfarrsitz Vellahn)           | Hagenow               | Trinitatiskirche Warlitz                         | LUP Koord.         | 18. Jahrh. (1768)            | Putzbau, barock mit besonderer Konzeption und theologischer Symbolik, vierstöckiger Turm mit achtseitiger Haube, Rokoko-Ausstattung, Orgel von J.G.Stein aus dem Jahr 1770 |           |
| Weisin                  | Benthen                                | Parchim               | Dorfkirche Weisin                                | LUP Koord.         | 19. Jahrh. (1820)            | Putzbau mit Fachwerkgiebeln und Dachreiter, Altar und Kanzel 1913, Glocke 14. Jh. |           |
| Wendisch Priborn        | Gnevsdorf-Karbow (Pfarrsitz Gnevsdorf) | Parchim               | Dorfkirche Wendisch Priborn                      | LUP Koord.         | 17. Jahrh.                   | Fachwerk |           |
| Werle                   | Brunow und Muchow                      | Ludwigslust-Dömitz    | Dorfkirche Werle                                 | LUP Koord.         | 13. Jahrh.                   | Feldsteinbau, Fachwerkanbau Familiengruft 1719, Glockenstuhl, Kanzelaltar 1724 |           |
| Wessin                  | Kladrum (Pfarrsitz Mestlin)            | Parchim               | Dorfkirche Wessin                                | LUP Koord.         | 14. Jahrh.                   | Feldsteinbau, rechteckiger Wehrturm mit Schießscharten und Fachwerkgiebeln, Glocke 1578, ab 1982 aus Sicherheitsgründen gesperrt, nach Sanierung 1990–1995 wieder genutzt |           |
| Wilsen                  | Gnevsdorf-Karbow (Pfarrsitz Gnevsdorf) | Parchim               | Dorfkirche Wilsen                                | LUP Koord.         | 18. Jahrh. (1715)            | Fachwerkbau mit Dachreiter, Glocke (1721) über Eingang, Ausstattung 20. Jh., Mauerwerk und Sockel 198 erneuert |           |
| Wittenburg              | Wittenburg-Dreilützow                  | Boizenburg-Wittenburg | St. Bartholomäus Wittenburg                      | LUP Koord.         | 13./15. Jahrh.               | Backsteinbau, spätromanisch, Turm 1908 neu errichtet (64 m), Taufe 1342, Kanzel 1666, Altar 15. Jh., Orgel 1848 v. Winzer, große Glocke 1666 |           |
| Wöbbelin                | Lüblow (Pfarrsitz Gr. Laasch)          | Ludwigslust-Dömitz    | Dorfkirche Wöbbelin                              | LUP Koord.         | 19. Jahrh. (1879)            | Backsteinbau, neogotisch, Orgel von Friese III, Altarbild von Clara Wilhelmine Oenicke, 2 Glocken |           |
| Woosmer                 | Alt Jabel                              | Ludwigslust-Dömitz    | Kapelle Woosmer                                  | LUP Koord.         | 20. Jahrh. (1963)            | Holzbau, mit Hilfe Gustav-Adolf-Stiftung gebaut, freistehender Glockenturm (1986) mit Glocke aus Dömitz |           |
| Woosten                 | Woosten                                | Parchim               | Dorfkirche Woosten                               | LUP Koord.         | 14. Jahrh.                   | Backsteinbau, Fachwerkbauturm 1618, Triumphkreuz (1400), Orgelempore 1600, Orgel von Lütkemüller (1859), Sandsteinfünte von 1612, Altarraum 1962 von L. Mannewitz neu gestaltet |           |
| Wulfsahl                | Herzfeld                               | Parchim               | Dorfkirche Wulfsahl                              | LUP Koord.         | 18. Jahrh.                   | Fachwerkbau, Inneneinrichtung 1900, spätgotischer Schnitzaltar (15. Jh.), Glocke 1822 |           |
| Zahrensdorf             | Zahrensdorf                            | Boizenburg-Wittenburg | Dorfkirche Zahrensdorf                           | LUP Koord.         | 13. Jahrh.                   | Feldsteinbau, Backsteinbauchor, Turm 15. Jh., 3 Glocken von 1927, Kanzel 1634, Altaraufsatz 1750, Orgel 1912 Marcus Runge |           |
| Zarrentin am Schaalsee  | Zarrentin                              | Boizenburg-Wittenburg | Kirche Zarrentin                                 | LUP Koord.         | 12./15. Jahrh.               | Back-/Feldsteinbau, oberer Turm Fachwerk 1672, Wandgemälde 14. Jahrh., Altar 1733, Kanzel 1533/34, Orgel 1844 |           |
| Ziegendorf              | Herzfeld                               | Parchim               | Dorfkirche Ziegendorf                            | LUP Koord.         | 18. Jahrh. (1703)            | Fachwerkbau, freistehender hölzerner Glockenturm, Taufengel mit Schale als Fünte, restauriert 1998 |           |
| Zierzow                 | Brunow und Muchow                      | Ludwigslust-Dömitz    | Dorfkirche Zierzow                               | LUP Koord.         | 17. Jahrh.                   | Fachwerkbau, aus Vorgängerbau (1572) Schnitzaltar, Orgel von 1995, Glockenstuhl mit 2 Stahlgussglocken |           |
| Zieslübbe               | Klinken                                | Parchim               | Dorfkirche Zieslübbe                             | LUP Koord.         | 15. Jahrh.                   | Feldsteinbau, Strebepfeiler Backsteinbau, Turm aus Holz (wahrsch. 1810), spätgot. Kruzifix, Renovierung 1972 |           |
| Zweedorf                | Zweedorf                               | Boizenburg-Wittenburg | St. Georg (Zweedorf)                             | LUP Koord.         | 21. Jahrh. (2011)            | Klinkerbau mit Glockenturm, Vorgängerbau aus dem 18. Jahrhundert 1978 abgerissen |           |

## Ehemalige Kirchen
| Ort         | Kirchgemeinde       | Kirche                     | Kreis Koord. | Bauzeit Fertigst. | Besonderheiten | Abbildung |
| ----------- | ------------------- | -------------------------- | ------------ | ----------------- | --- | --------- |
| Alt Jabel   | Alt Jabel           | Kirchenruine St. Michaelis | LUP Koord.   | 13. Jahrh. (1245) | Feldsteinbau, romanischer Rundbogenstil, hölzerner Glockenturm, um 1909 bis auf erhaltene Mauern abgetragen                                                                       |           |
| Dargelütz   | St. Georgen Parchim | Kirchturm Dargelütz        | LUP Koord.   | 18. Jahrh.        | Fachwerkbau, Schiff von 1780/90, Sanierung 1908/09, Westturm 1909, kirchliche Nutzung bis 1978, Schiff wurde 1992 abgetragen und im Freilichtmuseum Klockenhagen wieder aufgebaut |           |
| Stresendorf | Herzfeld            | Glockenturm Stresendorf    | LUP Koord.   | 16. Jahrh.        | Fachwerkbau, Pyramidendach, Kirche im Dreißigjährigen Krieg zerstört |           |